# José Ramón Lorenzo Franco
José Ramón Lorenzo Franco (Apizaco, Tlaxcala; 2 de enero de 1935) es un militar mexicano. Se desempeñó como el secretario de Marina durante la presidencia de Ernesto Zedillo de 1994 a 2000.
José Ramón Lorenzo Franco es egresado de la Heroica Escuela Naval Militar, se desempeñó como director del Centro de Estudios Superiores Navales, agregado naval en las embajadas de México en Estados Unidos y Francia e inspector y contralor general de la Secretaría de Marina, fue vicealmirante hasta 10 días antes de ser nombrado Secretario de Marina en 1994.

## Biografía
Nació el 2 de enero de 1935 en Apizaco, localidad cabecera del municipio homónimo en la región central de Tlaxcala. Sus padres fueron Manuel Lorenzo y Antonia Franco.
A los diecisiete años, el 10 de enero de 1952 entró como cadete a la Heroica Escuela Naval. El 4 de agosto de 1954 solicitó integrarse en la Escuela de Aviación Naval, pero le fue denegada dos meses más tarde.
Ascendió a cabo de cadetes en 1955, a cadete de primera en 1956, a guardiamarina en 1957 y a teniente de corbeta en 1958.
El 1 de diciembre de 1994 fue nombrado por el presidente de México Ernesto Zedillo como secretario de Marina para su sexenio, cargo que finalizó el 30 de noviembre de 2000.

## Reconocimientos
- Condecoración en perseverancia (1968), otorgada por quince años de servicios
- Presea de perseverancia (1978), otorgada por veinticinco años de servicio
- Presea de perseverancia (1987), otorgada por treinta y cinco años de servicio
- Condecoración a la perseverancia excepcional de segunda clase (1997), otorgada por cuarenta y cinco años de servicio
- Condecoración a la perseverancia excepcional de primera clase (1997), otorgada por cincuenta años de servicio